# Dota 2
Dota 2 er et multiplayer online battle arena computerspil (MOBA), og en såkaldt "stand-alone" efterfølger til Defense of the Ancients (DotA), som er en modifikation til Warcraft 3. Spillet er udviklet af Valve Corporation og dets officielle udgivelse fandt sted d. 9. juli 2013 som et free-to-play spil til Microsoft Windows, efter en betaperiode der startede i 2011. OS X- og Linux-versioner blev udgivet d. 18. juli 2013. Dota 2 er i de fleste lande eksklusivt tilgængelig via. Valves egen distributionsservice, Steam.
Hver Dota 2 kamp involverer to hold, begge med fem spillere og en såkaldt "Ancient" (hjertet af holdets base) i hver sin side af banen. Holdene vinder ved at ødelægge det modstanderholdets Ancient, som er usårlig indtil et vist antal mål er fuldført. Alle spillere styrer en såkaldt "Hero"-karakter og man fokuserer på at stige i level, skaffe sig bedre genstande og bekæmpe det andet hold indtil én af holdene har sejret.
Udviklingen af Dota 2 begyndte i 2009, efter ansættelsen af DotA-udvikleren "IceFrog" der fungerer som efterfølgerens hoveddesigner. Dota 2 rostes af spilanmeldere for at holde fast i hovedmekanikkerne fra spillets forgænger, og samtidig have det højere niveau i produktionskvalitet, og for dets indbydende og belønnende gameplay. Dota 2 blev dog kritiseret for at være svært at lære og for det ugæstfri spilfællesskab. Dota 2 er Steams mest spillede spil, med ofte over 800.000 spillere, der spiller spillet på samme tid.

## The International
Der er en årlig turnering i Dota 2 kaldet The International. Vinderne af de seneste The International-turneringer er:
- 2011 - Na'Vi (Ukraine)
- 2012 - Invictus Gaming (Kina)
- 2013 - Alliance (Sverige)
- 2014 - Newbee (Kina)
- 2015 - Evil Geniuses (USA)
- 2016 - Wings Gaming (Kina)
- 2017 - Team Liquid (Europa)
- 2018 - OG (Europa); OG vandt $11.234.158 i The International 8, som er den største gevinst i nogen e-sport nogensinde.[5][6]